# Эдинбургская центральная библиотека
Центральная библиотека в Эдинбурге, Шотландия, открытая в 1890 году, была первой публичной библиотекой в городе. Центральная библиотека Эдинбурга включает шесть библиотек: кредитную, справочную, музыкальную, художественную и дизайнерскую, Эдинбургскую и шотландскую, а также детскую.

## История
Сегодня в Эдинбурге 28 публичных библиотек, но для создания первой из открытых в шотландской столице — Центральной библиотеки — филантропом Эндрю Карнеги было выделено 50 000 фунтов стерлингов. На церемонии открытия была зачитана телеграмма от Карнеги, в которой говорилось: «Мы надеемся, что полезность этой библиотеки будет расти год за годом, и она станет одним из самых мощных средств на благо людей на все времена».
Место, выбранное для библиотеки, было бывшим домом сэра Томаса Хоупа, 1-го баронета Хоупа из Крейгхолла, защитника короля Карла I. Здание, построенное в 1616 году, было снесено в марте 1887 года, чтобы освободить место для библиотеки. Притолока из дома Хоупа с резной надписью TECUM HABITA 1616 из четвёртой сатиры Персия сохранилась над внутренним дверным проёмом библиотеки.
Первоначально, в 1886 году, финансирование от Карнеги предусматривалось в размере 25000 фунтов стерлингов, затем было увеличено вдвое; было преодолено сопротивление созданию публичной библиотеки, Эдинбург — последний из городов Шотландии — принял Закон о публичных библиотеках. 9 июля 1887 года Карнеги заложил первый камень в фундамент здания архитектора Джорджа Вашингтона Брауна в стиле французского Возрождения.
Проект Вашингтона Брауна стал победителем архитектурного конкурса на новую библиотеку и был выбран из 37 заявок. Его грандиозное здание возвышается на три уровня над мостом Георга IV и спускается к Каугейту, соединяя разрозненные улицы Старого города.
Над входной дверью девиз «Да будет свет», который, по настоянию Карнеги, был размещён над входом в каждую библиотеку, которую он финансировал. Фасад Центральной библиотеки также украшен резьбой по камню, изображающей герб города Эдинбург, герб Шотландии и королевский герб. Есть девять небольших квадратных рельефов, изображающих печатников и большая скульптура Каледонии Александра Хэндисайда Ричи.
Записи за 1890 год, первый полный год работы библиотеки, показывают, что было выдано более 440 000 книг.
Центральная библиотека за эти годы была расширена много раз. Спустя всего год после открытия в библиотеке уже не хватало места, и в 1903 году был открыт книжный магазин. К 1928 году в библиотеке снова не хватало места. Были внесены предложения по более эффективному использованию помещения и установлен общественный лифт.
В 1930 году было приобретено соседнее здание на мосту Георга IV, 3, что позволило библиотеке снова расшириться. В 1940-х годах были куплены и соседние помещения, а в 1961 году над бывшей газетной комнатой был создан антресольный этаж.
В мае 2014 года в главном здании библиотеки открылись новые детская и музыкальная библиотеки. Ранее они размещались в отдельном здании на мосту Георга IV. В детской библиотеке есть настенная графика от отмеченной наградами иллюстратора детских книг Кэтрин Рейнер.
В ноябре 2017 года, к 100-летию со дня её смерти, в Центральной библиотеке был открыт памятник доктору Элси Инглис, основательнице Шотландских женских больниц.

## Коллекции
Как и во всех публичных библиотеках Эдинбурга, коллекции для взрослых организованы с использованием системы классификации Библиотеки Конгресса. Поскольку Уиган отказался от этой системы во время реорганизации местного правительства в 1974 году, Эдинбург — единственный муниципалитет Великобритании, продолжающий её использовать. Детские книги организованы по более распространённой схеме десятичной классификации Дьюи.
Центральная библиотека Эдинбурга хранит в своих коллекциях три шотландские книжные скульптуры, которые выставлены в её главном фойе. Скульптуры были работой анонимного художника, который оставил эти работы среди ряда других в литературных студиях во время Эдинбургского международного книжного фестиваля в 2011 году. Скульптуры коллекции изображают увеличительное стекло, чайную чашку и маленькую фигурку, «затерянную в книге».

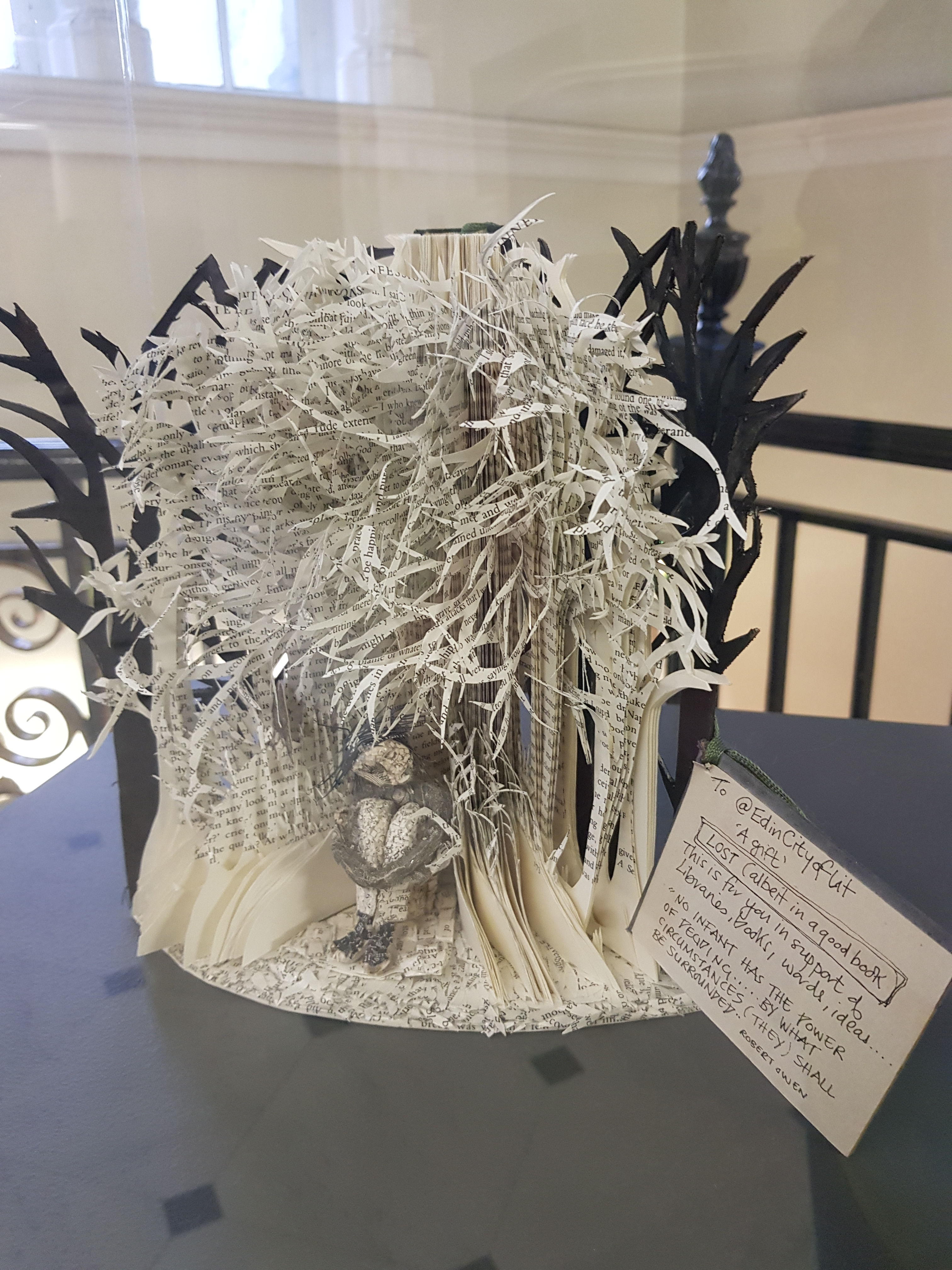
Затерялся в хорошей книге..., 2011
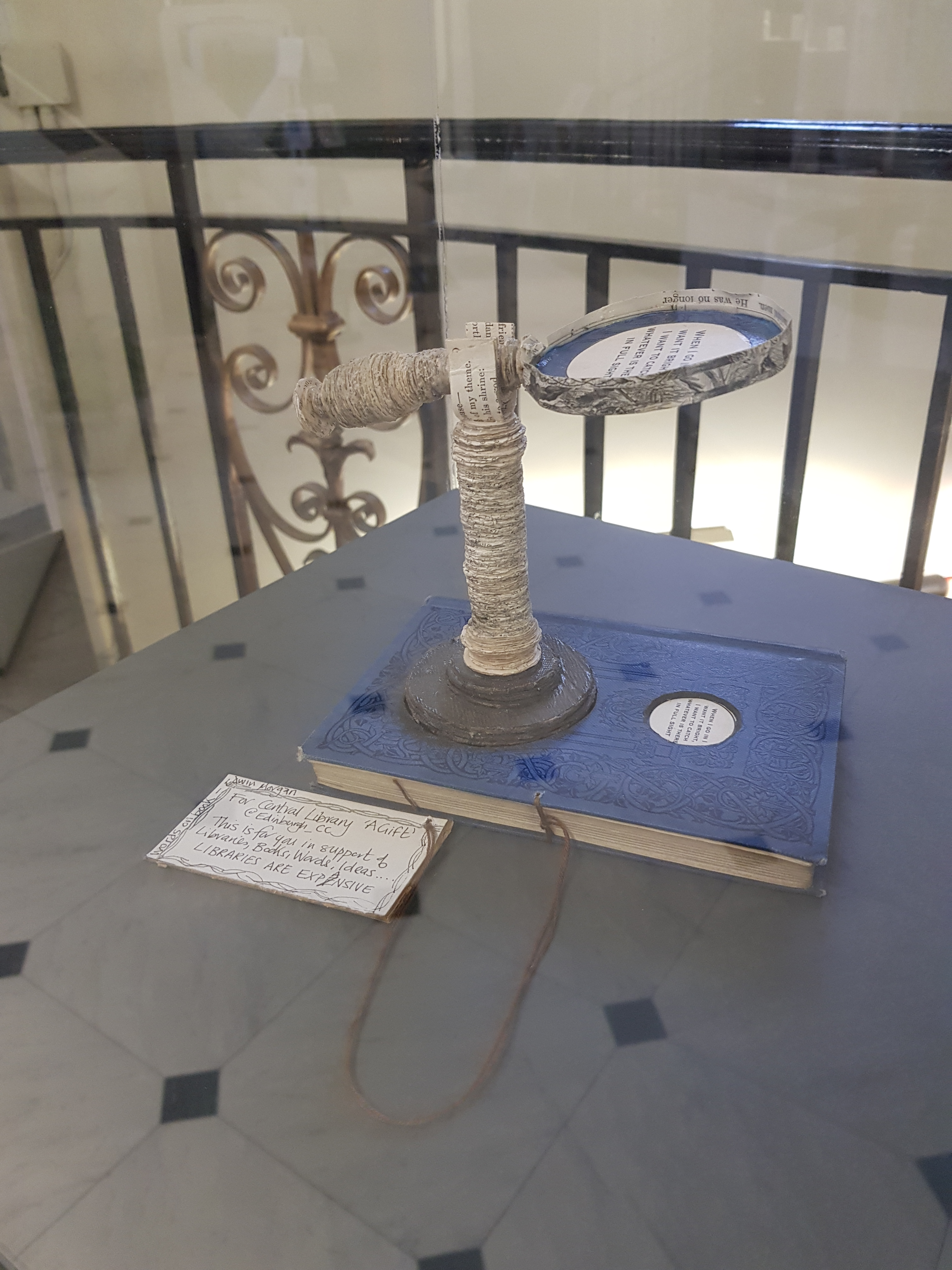
Увеличительное стекло, 2011
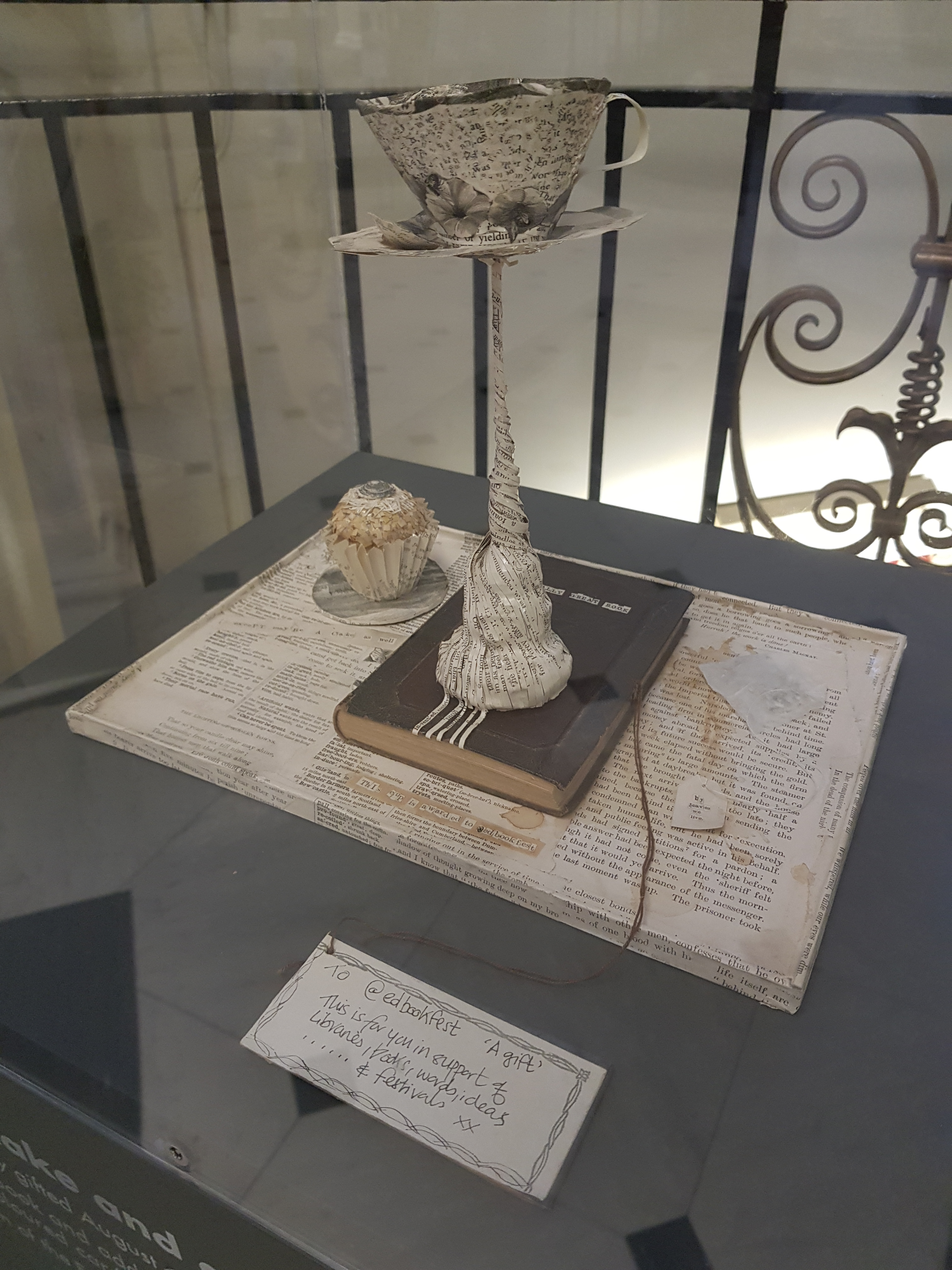
Чай, торт и книга, 2011

## Место съёмок
Центральная библиотека Эдинбурга использовалась как место съёмок сериала «Ребус» во время первого эпизода «Чёрное и синее». Съёмки велись как снаружи здания, так и в справочном разделе.

## Галерея

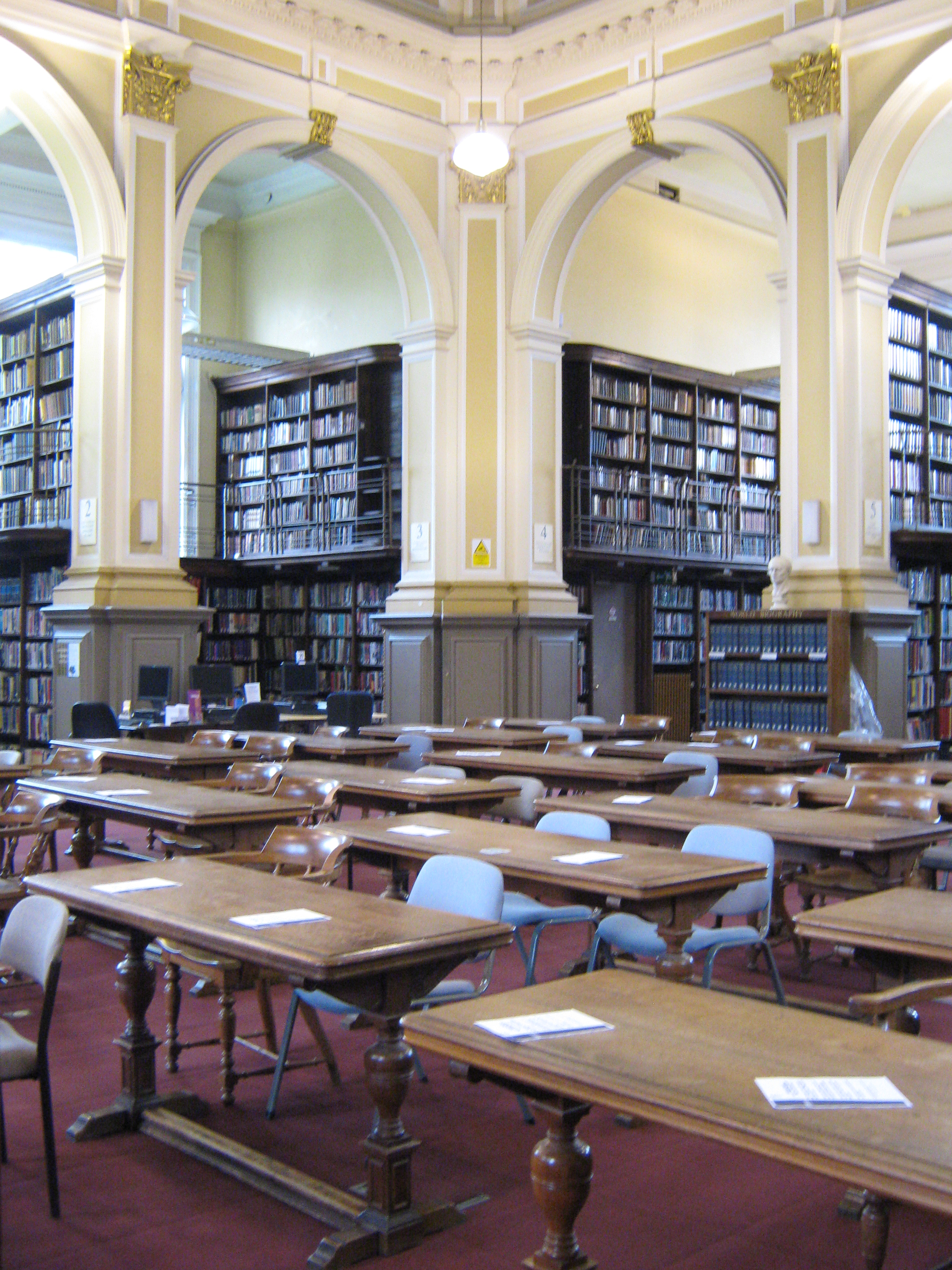
Справочная библиотека верхнего этажа с оригинальными картотеками и обилием естественного освещения
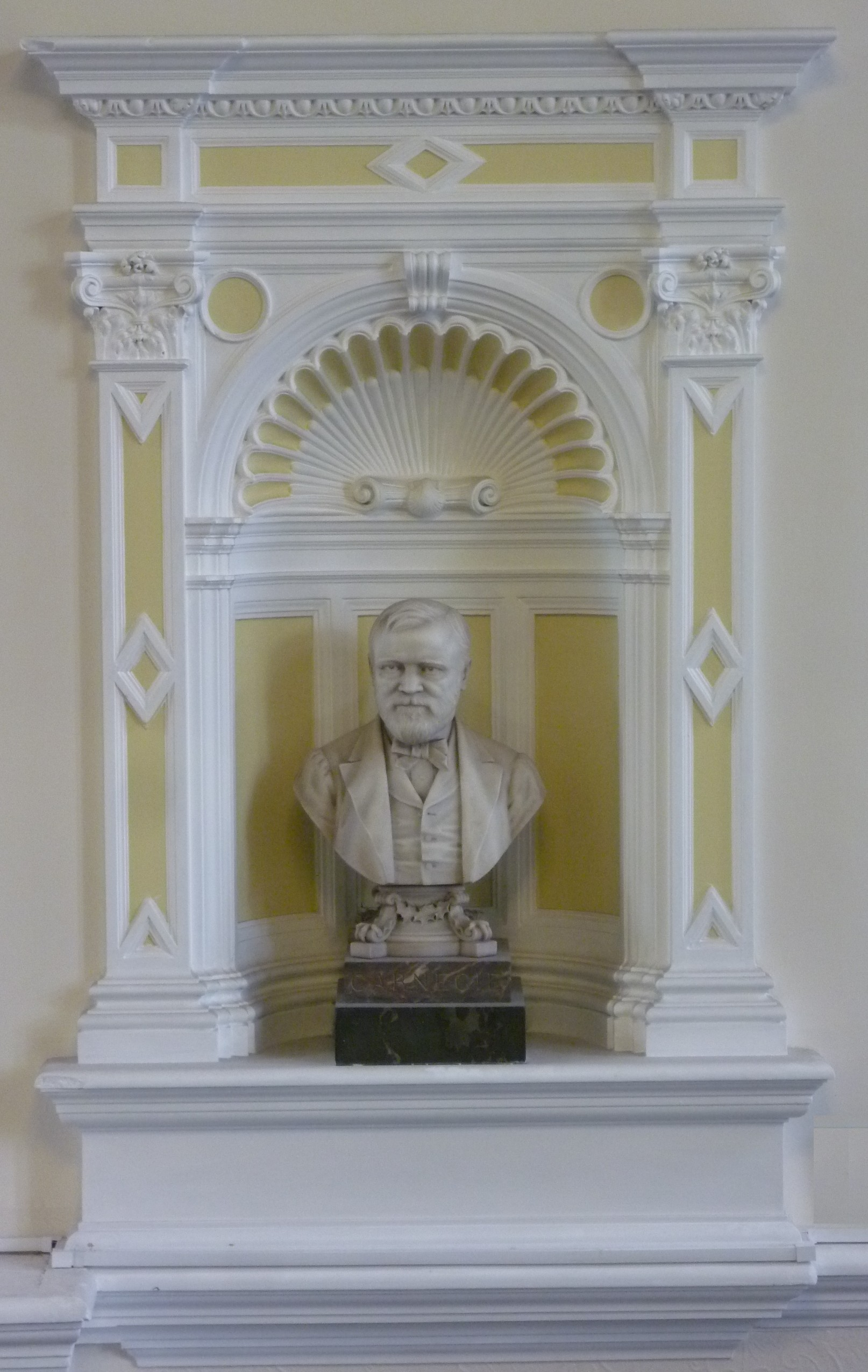
Бюст Эндрю Карнеги
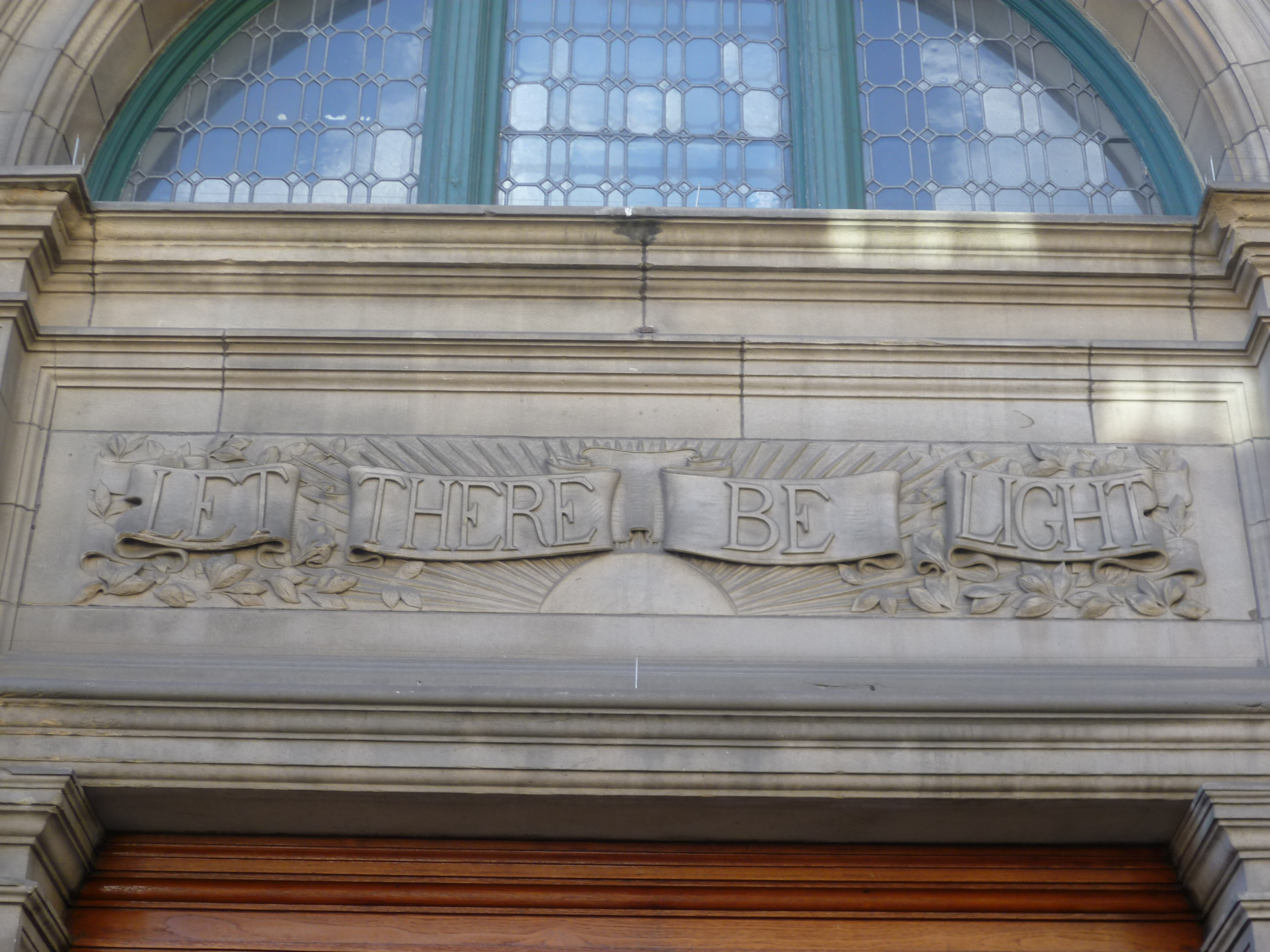
Девиз Эндрю Карнеги — Да будет свет
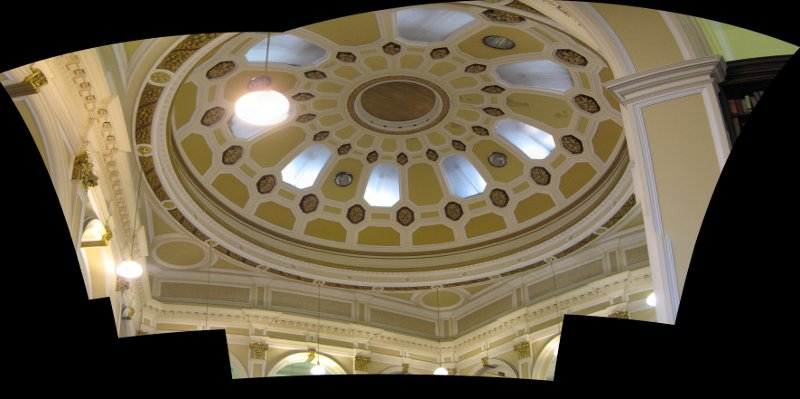
Куполообразный потолок
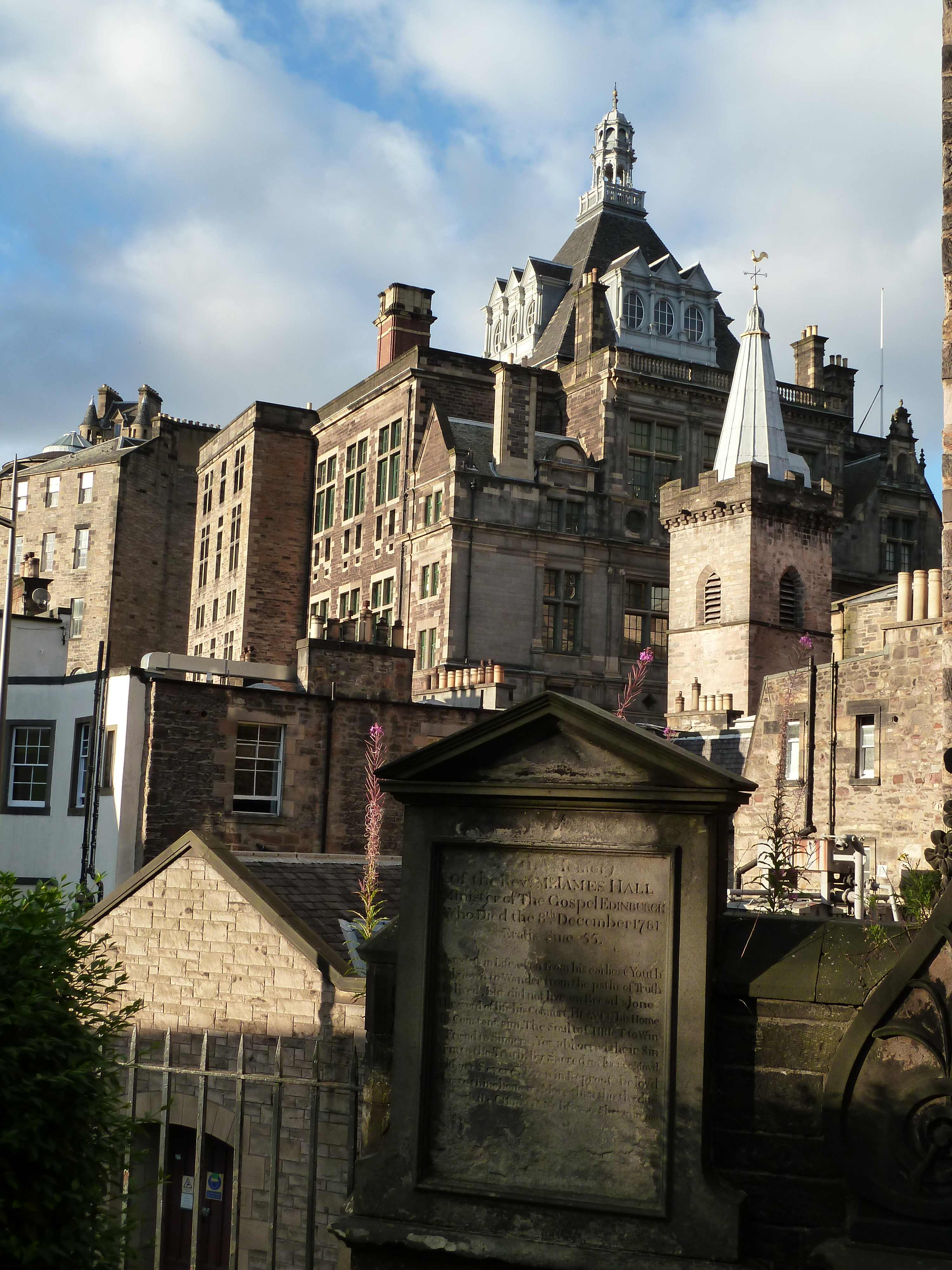
Центральная библиотека и часовня Святой Марии Магдалины, вид со стороны Грейфрайерс
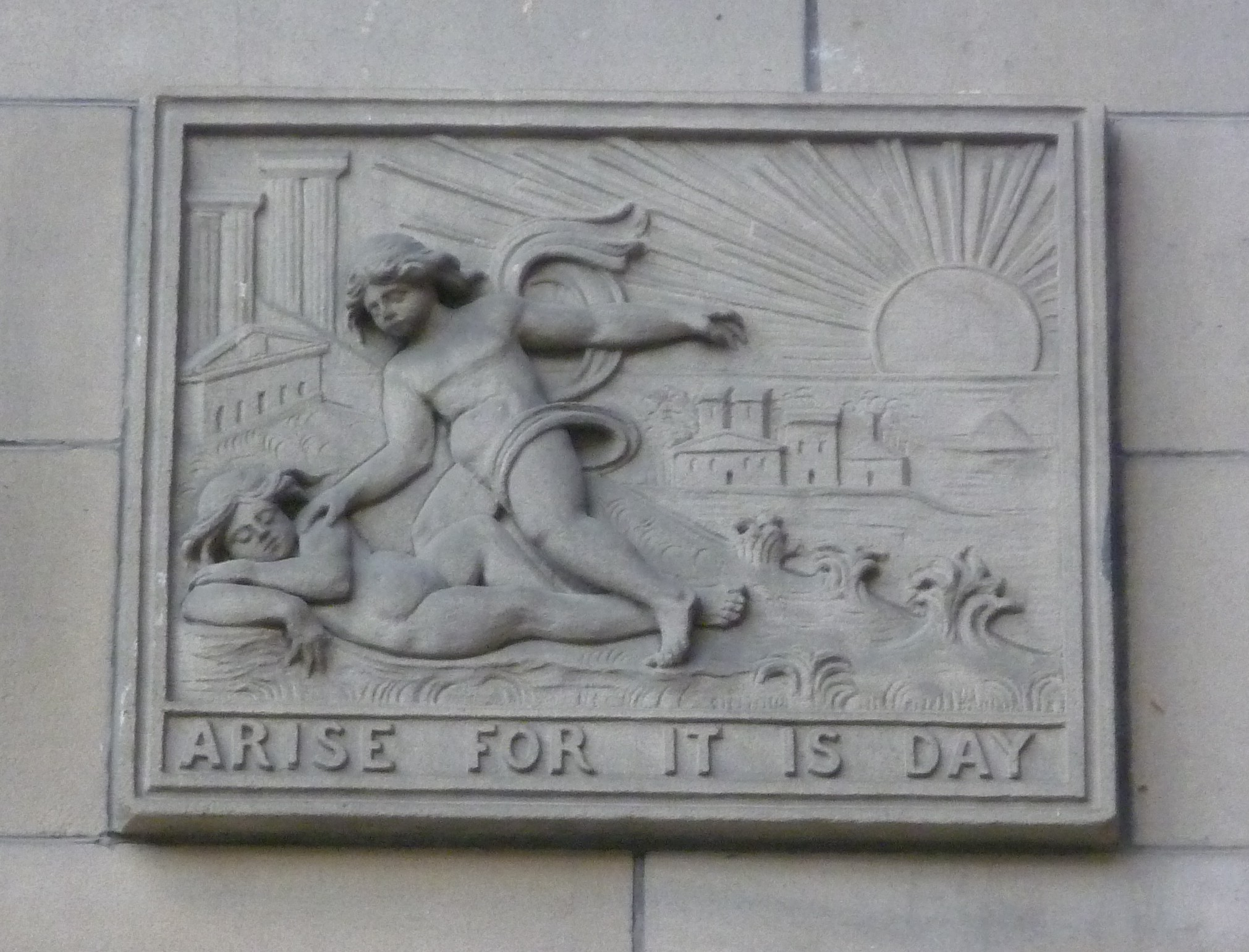
Девиз Джона Дэя на фасаде Центральной библиотеки Эдинбурга.
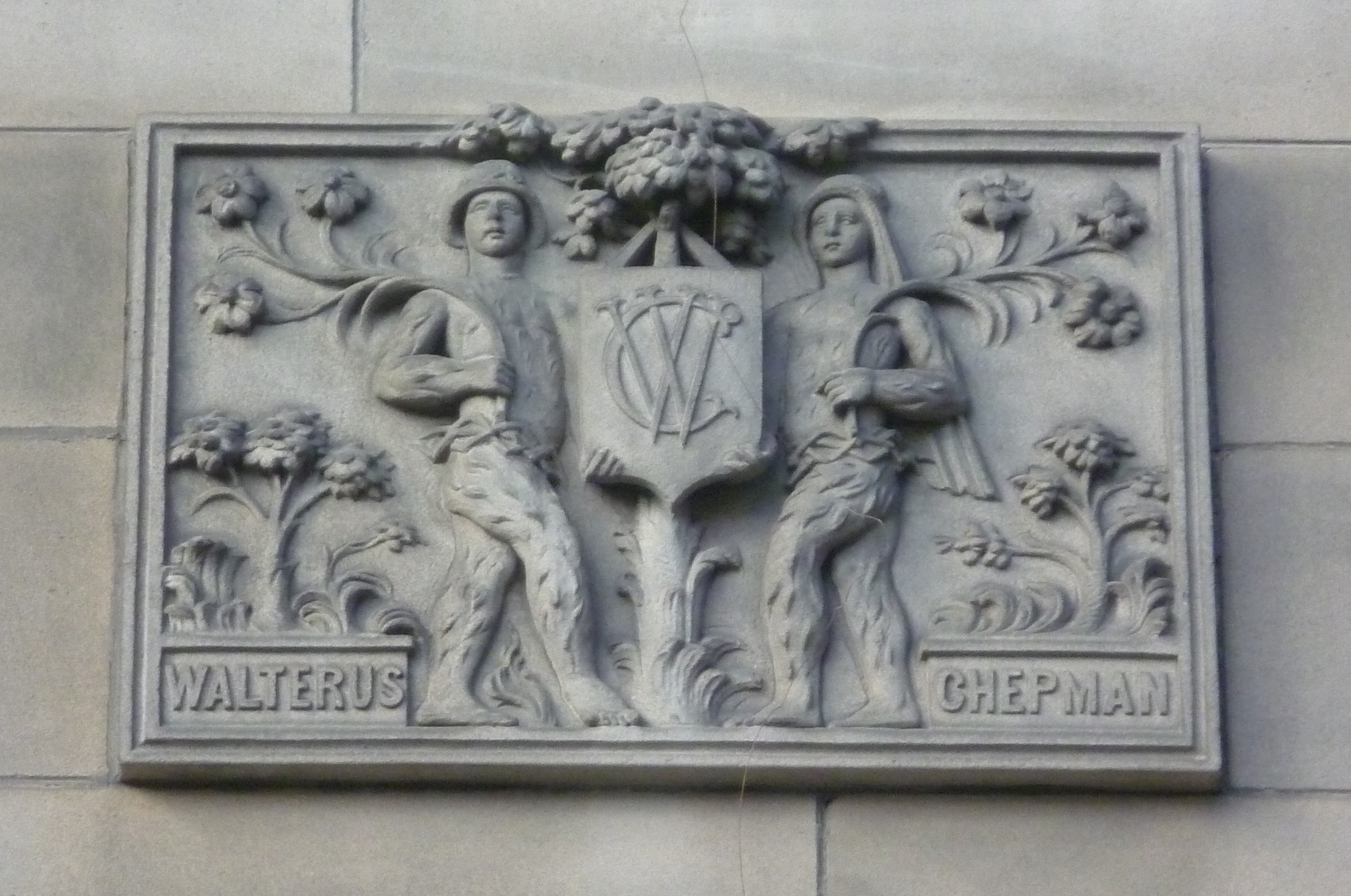
Табличка Уолтера Чепмана, Центральная библиотека Эдинбурга